# Les Bâtisseurs d'eau
Les Bâtisseurs d'eau est une mini-série historique québécoise en six épisodes de 45 minutes scénarisée par François Labonté, produite par le studio Christal Films et diffusée du 5 mars au 9 avril 1997 à la Télévision de Radio-Canada.

## Synopsis
C'est une mini-série sur deux familles, les Vigneault et les Beaulieu. Ces deux familles se réunissent et fondent, une petite compagnie d'excavation dans les années 1950. Ils finissent par être engagés par Hydro-Québec et participent à la construction de grands barrages : Bersimis, Manicouagan (1er), Churchill Falls, Baie James et autres magnifiques barrages.

## Fiche technique
- Réalisation : François Labonté
- Scénaristes : François Labonté, Jacques Jacob et Jacques Savoie
- Société de production : Communications Claude Héroux International

## Distribution
- Raymond Bouchard : Émilien Vigneault
- Guy Nadon : Antoine Beaulieu
- Élise Guilbault : Évelyne Beaulieu
- Hugo Dubé : Charles Beaulieu
- Anick Lemay : Germaine Vigneault
- Emmanuel Bilodeau : Claude Beaulieu
- Sophie Léger : Françoise Beaulieu
- Claude Gauthier : Clément Beaulieu
- Joël Miller : Pierre Carter
- Martin Larocque : Morin
- Marcel Leboeuf : Jeannot Beaulieu
- Lorne Brass : Fletcher
- Jacques Lavallée : Cadieux
- James Bradford : Thompson
- Bill Rowat : John Bradley
- François Longpré : Thomas
- Sylvie Moreau : Fernande
- Louise Proulx : Madeleine Pouliot
- Daniel Gadouas : Conrad
- Matt Holland : Blacksmith
- Louis-Philippe Davignon-Daigneault : Guillaume Beaulieu, adolescent
- Jérémy Gagnon : Guillaume Beaulieu, enfant
- Olivier Aubin : Guillaume Beaulieu
- Frédéric Desager : Réalisateur de la publicité
- Alain Gendreau : Alphonse
- Jean Frenette : Camil
- Stéphane Jacques : Sylvain
- Ysabella Rosa : Scripte publicité
- Michel Charette : Gérard
- Sébastien Joanette : Journaliste
- Annie Major-Matte : Catherine
- François L'Écuyer : Professeur de français
- Yvan Benoît : Girard
- Pierre Mailloux : Syndicaliste
- Louis Champagne : Technicien
- Jean-François Blanchard : Robert Guérin
- Jean-François Lafond : Représentant Expo 67
- Alain Lamontagne : Partisan harmoniciste
- Norris Domingue : Ingénieur anglophone